# 北米のチャイナタウン
北米のチャイナタウン（ほくべいのチャイナタウン）では、カナダおよびアメリカ合衆国にある中華街について概説する。メキシコ合衆国および中央アメリカの中華街については、ラテンアメリカのチャイナタウンを参照。中華街の一般的な特徴および社会問題については中華街の項目で扱う。
一般に、北アメリカの中華街は、フロンティア中華街、都市型中華街、および郊外型中華街の3つに分類される。

## アメリカの中華街

### カリフォルニア州

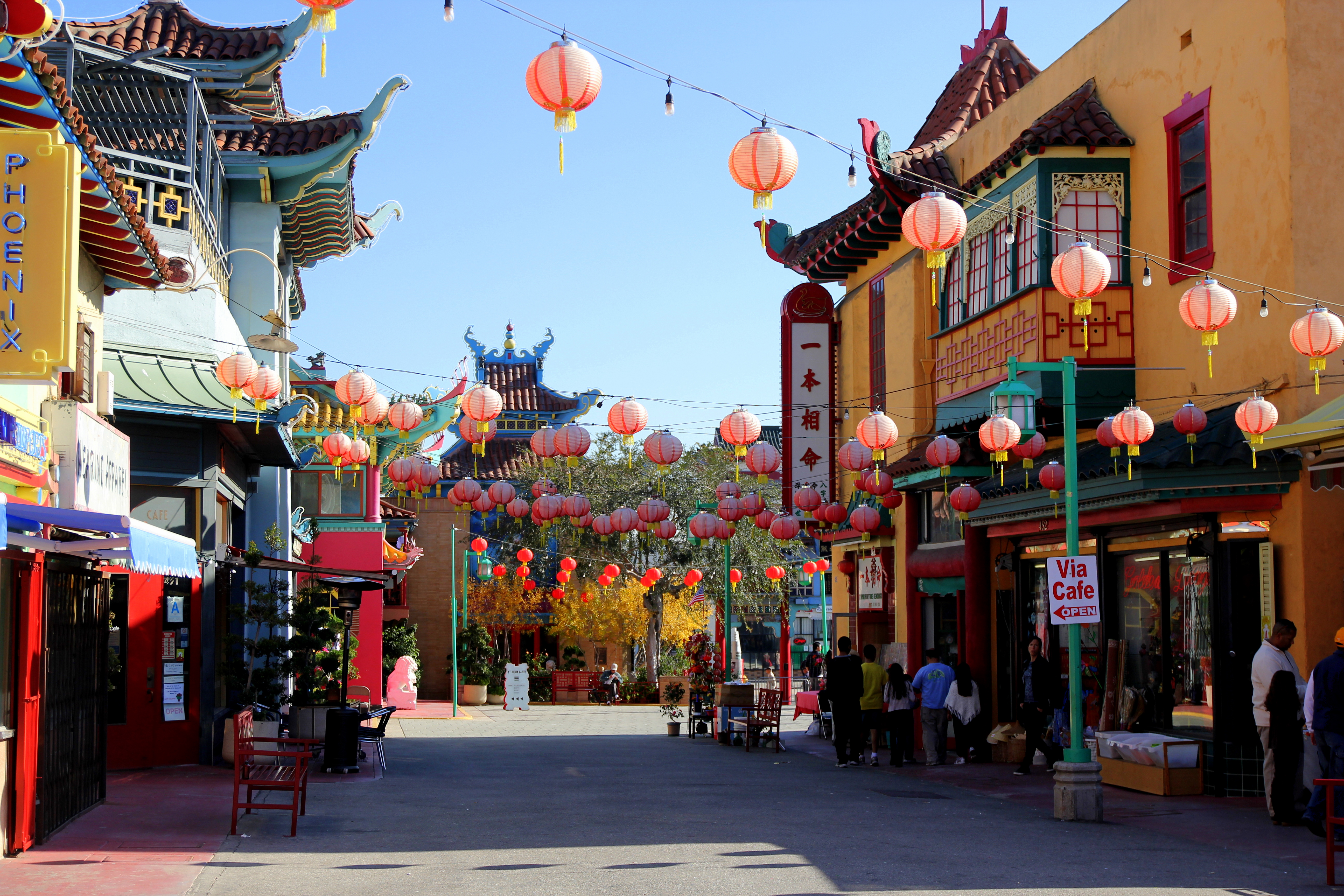
ロサンゼルス中華街

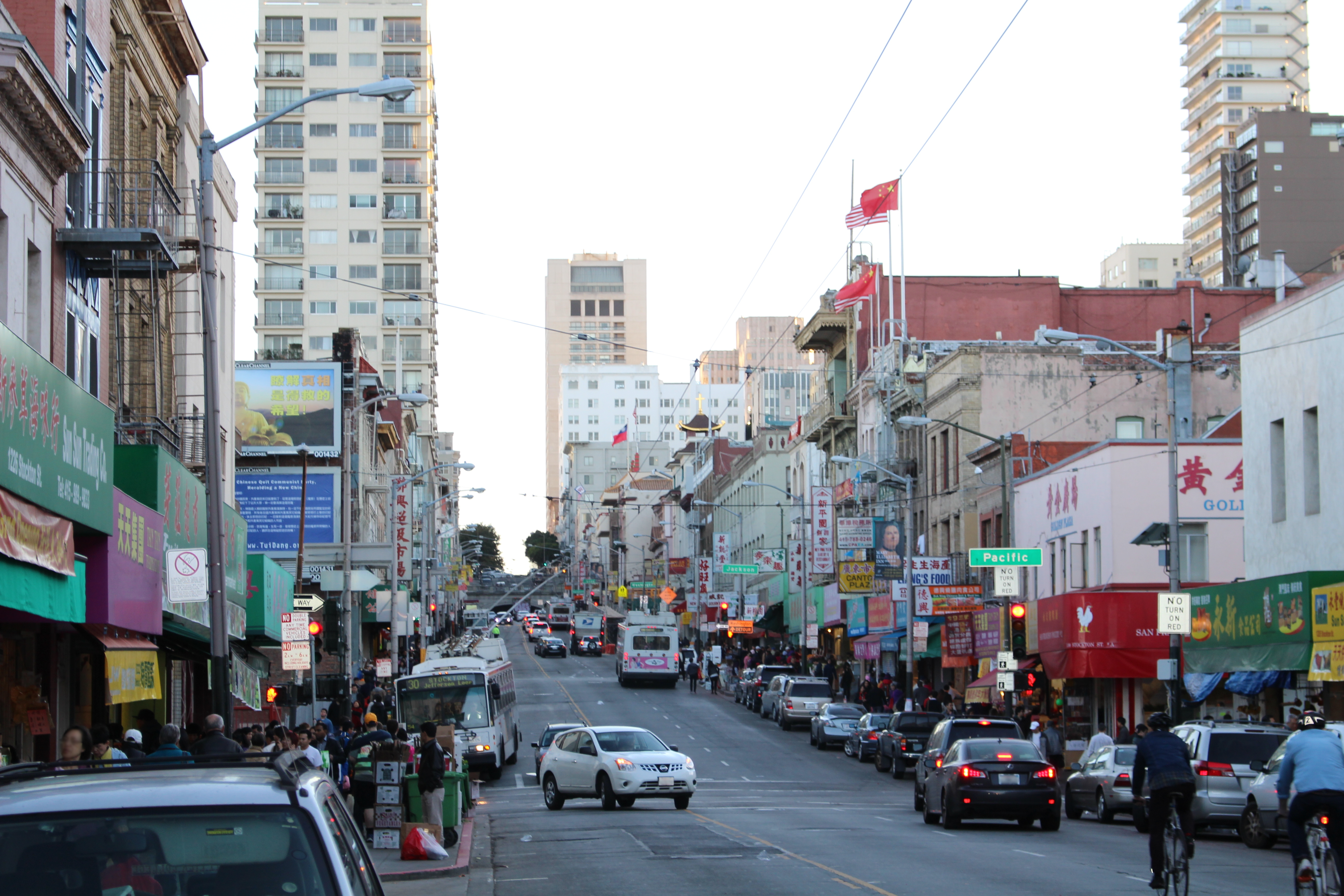
サンフランシスコ中華街

アメリカ合衆国最大の中国系住民居住州。伝統的な都市型中華街以外にも、フロンティア型や郊外型（モントレーパーク）などあらゆるタイプの中華街がある。
ロサンゼルス
主要記事：Chinatown, Los Angeles
1860年代に最初の大陸横断鉄道の建設に従事した中国人労働者の定住先となったのがロサンゼルスのダウンタウン北東部で、1880年頃から街が形成され始めたとされる。中華街は3つの仏教寺院を擁する本格的な街に発展したが、賭博場やアヘンの密売組織の拠点などもあり、治安は良くなかった。1926年、市当局は街を取り壊して鉄道の拠点となるユニオン駅 (ロサンゼルス)を建設する計画を発表した。現在のロサンゼルス中華街はユニオン駅の近くにあり、第二次世界大戦後に建設されたものである。
サンフランシスコ
主要記事：Chinatown, San Francisco, California
北米最大かつ最古の中華街がある。1848年の金の発見により、一攫千金を夢見る人々が世界中からカルフォルニア北部に殺到した（カリフォルニア・ゴールドラッシュ）。サンフランシスコに中華街が形成され始めたのもこの頃とされている。
オークランド
主要記事：Chinatown, Oakland
オークランド中華街の歴史は古く、1850年代に街が形成され始めたが、1890年代以降は他のアジア諸国の人々も商売を営むようになり、純粋な中華街ではなくなった。しかし、観光地化してしまったサンフランシスコ中華街と対照的にオークランド中華街は本格的な料理を提供する料理店が多いと言われる。

### ハワイ州

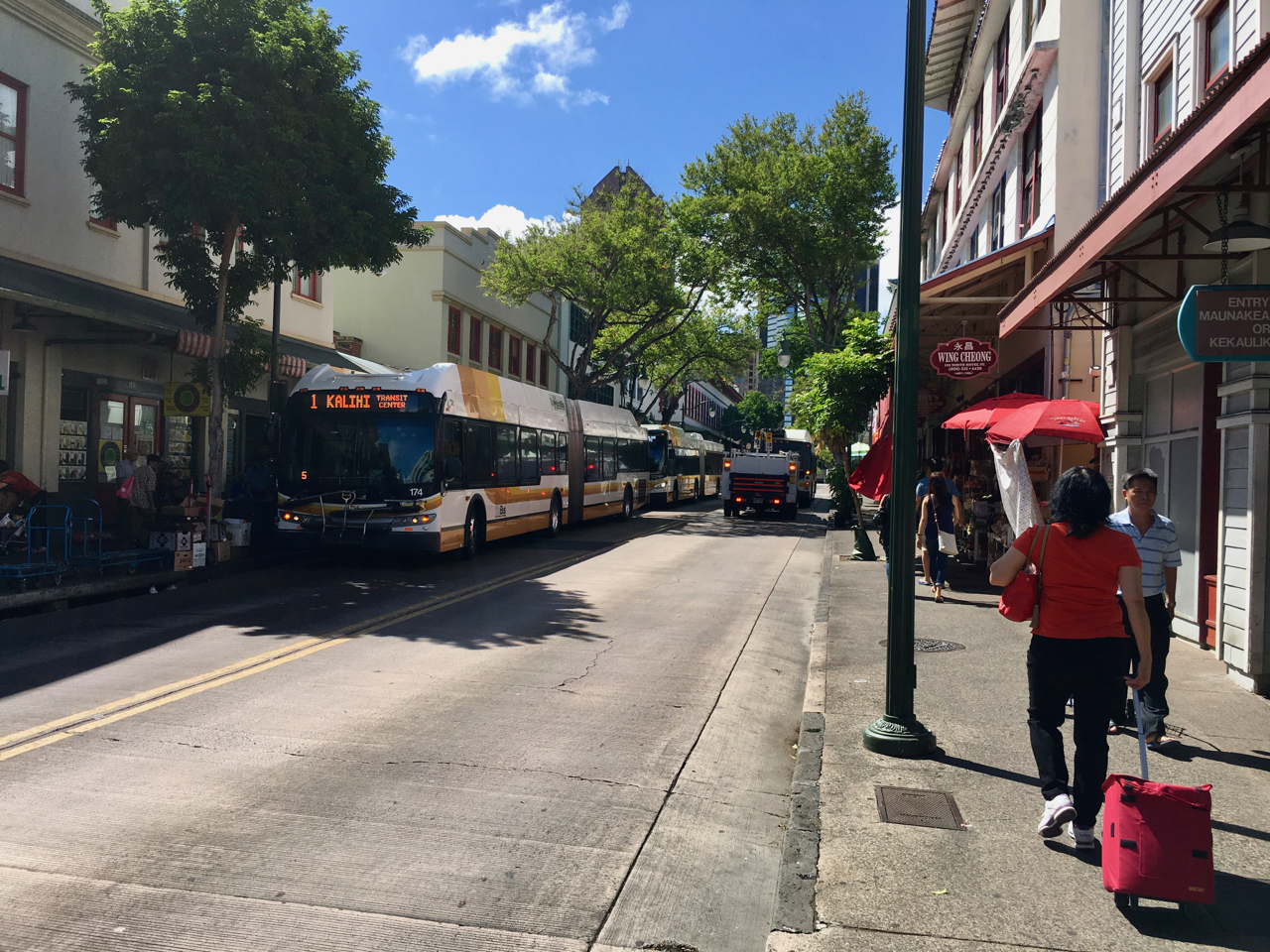
ホノルルの中華街。ノースホテル・ストリートとケカウリケ・ストリートの角からイオラニ宮殿方向。

ノースホテル・ストリートおよびモウナケア・ストリート沿いの、ホノルルの中華街は伝統的な民族特有の中華系商業地区となっている。中華街は1890年代に中山話（広東語中山方言）を話す移民（中山華僑）によって形成された。今日、この中華街は多様なアジア・太平洋系の企業・商店があり、中華系ベトナム人がホノルルの中華街内で大きな人口を占めている。

### イリノイ州

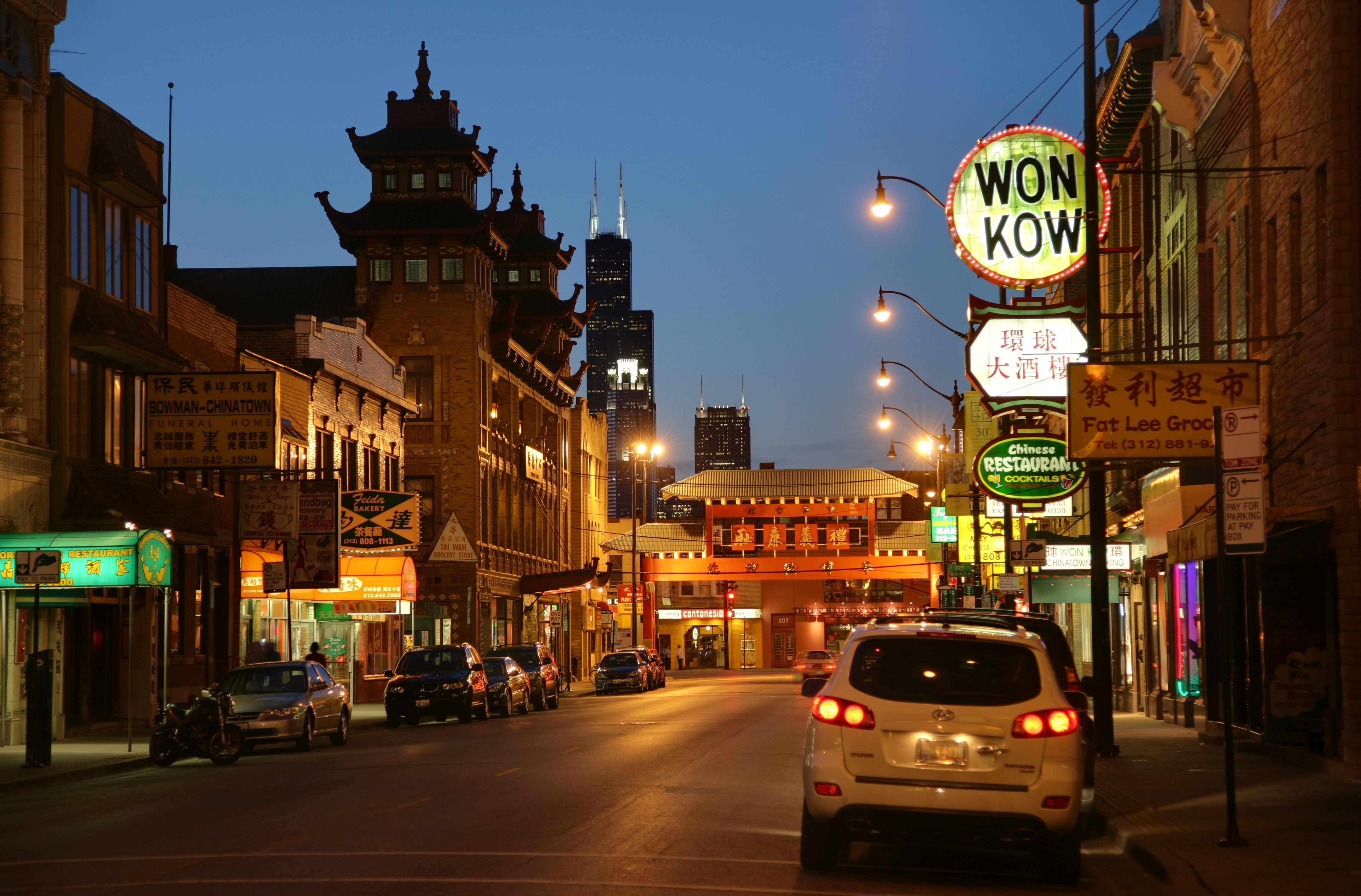
シカゴ中華街

主要記事：Chinatown, Chicago, Illinois
シカゴの中華街はダウンタウンの Cermak Road の Wentworth Avenue 沿いの地域を占めている伝統的な都市型中華街である。1870年代以降、西海岸からの移住者によって街が形成された。洗濯店や食料品店、飲食店を営む家庭が大半を占めていた。
シカゴの北東部に "New Chinatown" と呼ばれる地区があるが、これは東南アジア出身のコミュニティである。

### ルイジアナ州
ニューオーリンズの初期の原形中華街は1870年代から1930年代頃までフォーバーグ・サン・マリー地域 (今日の同市中心業務地区)のチューレーン・アベニューおよびサウス・ランパート・ストリートに存在していたが、この頃の中華街の建物の多くは1950年代後期に壊されてしまった。代わって、新しく洗練された「中華街」が2003年に郊外テリータウンのベールマン・ハイウェイ沿いに建設された。

### メリーランド州
ボルティモアのパークアベニュー（Park Ave）沿いに中華街がある。また、ワシントンD.C. に程近いMaryland Route 355（Rockville Pike）近郊、ロックビルにも中華街がある。

### マサチューセッツ州
主要記事：Chinatown (Boston)

### ネバダ州
主要記事：Chinatown, Las Vegas

### ニューヨーク州

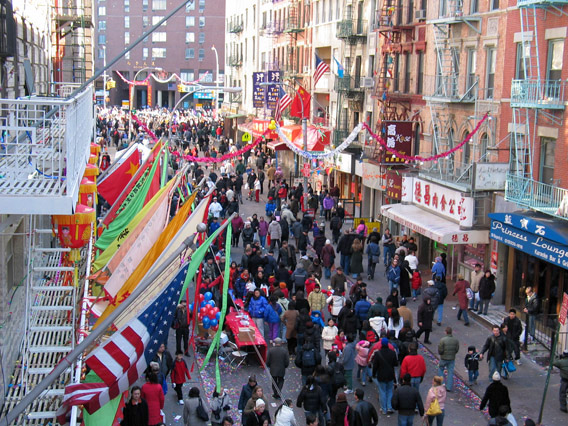
チャイナタウン (マンハッタン)

ニューヨークではチャイナタウン (マンハッタン)が有名だが、1970年代以降、クイーンズ区とブルックリン区のチャイナタウンが急拡大しており、マンハッタンを凌ぐ規模となっている。

### ノースカロライナ州
シャーロット

### オハイオ州
クリーブランドのダウンタウンにある

### オレゴン州
主要記事：Chinatown, Portland

### ペンシルベニア州
フィラデルフィア
主要記事：Chinatown, Philadelphia, Pennsylvania

### テキサス州
ヒューストン
主要記事：Chinatown, Houston

### ワシントン州
主要記事：International District, Seattle, Washington

### ワシントンD.C.
主要記事：Chinatown, Washington, D.C.

## カナダの中華街

### アルバータ州
カルガリー
主要記事：Chinatown, Calgary
エドモントン
主要記事：Chinatown and Little Italy, Edmonton
レスブリッジ
主要記事：Chinatown, Lethbridge

### ブリティッシュコロンビア州

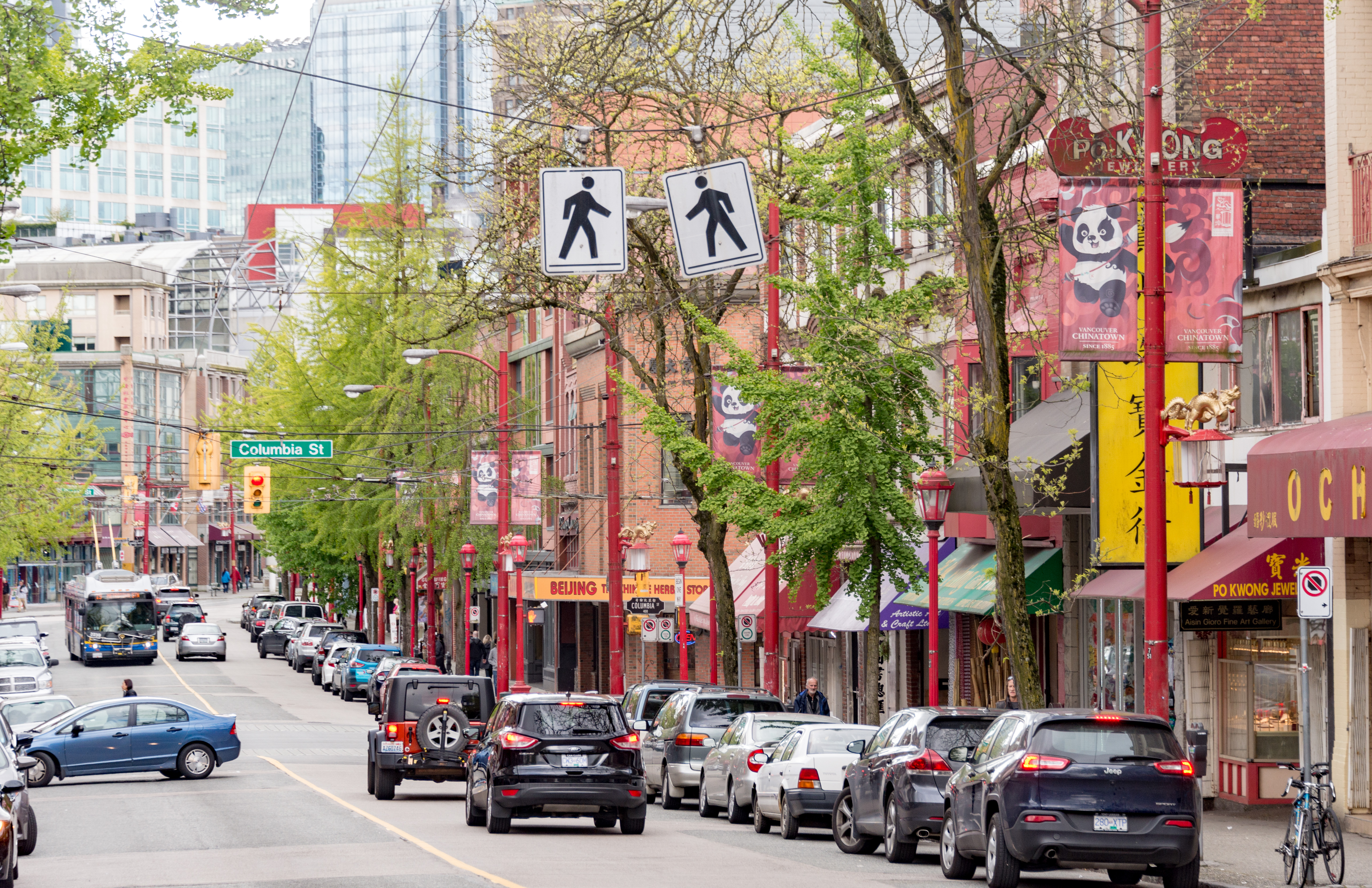
チャイナタウン (バンクーバー)

バンクーバー
バンクーバーのチャイナタウンはカナダでトロントに次いで2番目に大きい中華街である。
ビクトリア
主要記事：Chinatown, Victoria, British Columbia

### マニトバ州
ウィニペグ
主要記事：Chinatown, Winnipeg

### オンタリオ州
トロント
主要記事：Chinatown, Toronto
トロントの従来のチャイナタウンはダンダス・ストリート・ウェストとエリザベス・ストリートの周辺から南はクイーン・ストリート・ウェストの辺りに存在した。ダンダス・ストリートの数軒を除いて当時の面影を残す建物はもうほとんど現存していない。この地区は1960年代に大規模な再開発が行なわれ、新市庁舎とネイサン・フィリップ・スクエア、現在はトロント大学学生寮となっているホリデイ・イン・ホテル等の建設のため、この地区の大部分が失われた。その結果、中華系の住民や企業はさらに西に移動し、スパダイナ・アベニューとダンダス・ストリート・ウェストにある現在のチャイナタウンの地区に落ち着いた。
スパダイナ＝ダンダス地区のチャイナタウンには、多数の東洋系商店・企業に加え、2つのショッピング・モール（チャイナタウン・センター、ドラゴンシティー）、4軒のスーパーマーケットがある。ここ20年でグレーター・トロント地区の郊外に大量の中華系移民が入植し新しいチャイナタウンや中華系コミュニティーが形成されたため、このダウンタウンのチャイナタウンではいくぶん成長性に陰りを見せているが、ベトナム系やタイ系など他のアジア文化との混合や拡大が図られている。
1980年代以降グレーター・トロント地区の郊外の中華系コミュニティーでは、スカボロー、マーカム、ミシサガなどの地域にも大規模な中華系ショッピングモールが開発された。
オタワ
主要記事：Chinatown, Ottawa

### ケベック州
モントリオール
主要記事：Chinatown, Montreal

## 参照
- List of U.S. cities with large Chinese American populations
- List of Canadian cities with large Chinese populations

### カナダ
- CBC News - Indepth: 中国移民 - カナダの中国移民史
- チャイナタウン・バンクーバー - ブリティッシュコロンビア、 カナダ
- Chinatown Saskatoon-Riverside
- Raise the Hammer - ハミルトンの中華街についての寸評
- Sino-Vietnamese: Chinese sub-ethnic relations in Toronto's Chinatown West District - トロント中華街の中国系ヴェトナム人についての学術論文(PDF file).
- Lists of Chinatown bus lines available in United States
- Historic Chinatown desperately seeking revival about Toronto
- http://www2.ville.montreal.qc.ca/urb_demo/q-chinois/chinatown1.htm L'Urbanisme À MontrÉal - モントリオール・チャイナタウン開発計画公式サイト

### アメリカ
- サンフランシスコのチャイナタウン
- Chinese Cultural Center - A Chinatown-themed shopping center located in Phoenix, Arizona
- Deadwood, South Dakota excavations - Remains of an old Chinatown
- ロサンジェルスのチャイナタウン
- ラスベガス・チャイナタウン・プラザ
- Article: Asian-themed centers quickly dotting the desert in Las Vegas - Las Vegas, Nevada, USA
- Library of Congress: The Chinese in California, 1850-1925
- The Chinese Beverly Hills - Asian Week article on the first Chinese American suburban community of Monterey Park, California, USA (Greater Los Angeles area).
- When Newark Had A Chinatown - A project researching the hidden history of a former Chinatown of a large American city, Newark, New Jersey
- Constructing New York's Chinatown: The Urban Development of a Neighbourhood
- Where the action is - Los Angeles Times article on the suburban Chinese business district of San Gabriel, California (Greater Los Angeles area).
- Urban Legends and Folklore: SARS Infects Restaurant Workers in Asian Neighborhoods - Lists Chinatown SARS hoaxes that were distributed online.
- The Chinese in Plumas County (California) - Several examples of early rural Chinatowns in Northern California.
- Lists of Chinatown bus lines available in United States
- ホノルルのチャイナタウン
- http://www.chicago-chinatown.com%5B%5D シカゴのチャイナタウン
- オークランド・チャイナタウン・ストリートフェスト